# دواين جاريت
دواين جاريت (بالإنجليزية: Dwayne Jarrett)‏ هو لاعب كرة قدم أمريكية أمريكي، ولد في 11 سبتمبر 1986 في نيو برونزويك في الولايات المتحدة.

## وصلات خارجية
- دواين جاريت على موقع مرجع كرة القدم المحترفة.كوم (الإنجليزية)